# Міщук Ростислав Софронович
Ростисла́в Софро́нович Міщу́к (*14 травня1945 в селі Золочівка Демидівського району Рівненської області — †25 квітня 1994) — український філолог та літературознавець.

## Життєпис
Закінчив філологічний факультет Київського державного університету ім. Т. Г. Шевченка та аспірантуру Інституту літератури ім. Тараса Шевченка НАН України. Працював зав. відділом дожовтневої літератури та заступником директора Інституту літератури ім. Тараса Шевченка. Автор монографій, численних статей в «Українській літературній енциклопедії», наукових збірниках, періодиці.
Трагічно загинув від рук бандитів у 1994 році.
Син Роман закінчив Київський театральний інститут ім. Карпенка-Карого. Донька Зоряна закінчила Києво-Могилянську академію та Центрально-Європейський університет у Будапешті.

## Деякі роботи
- Ростислав Міщук. Українська оповідна проза 50-60-х рр. ХІХ ст.(1979); Проблема суспільного обов'язку митця в творчості Лесі Українки (1983);Співець душі народної (1987); Уроки історії— уроки моральності / передмова до книги Нечуй-Левицький І.;Князь Єремія Вишневецький; Гетьман Іван Виговський: Історичні романи: Для старшого шкільного віку / Упорядкування, передмова і примітки Р.Міщука. Київ: Дніпро, 1991 (Передрук Київ, «Веселка» 1996).